# BioShock
BioShock — відеогра жанру шутера від першої особи з рольовими елементами, розроблена 2K Boston/2K Australia (поточна Irrational Games). Гра була одночасно видана для Windows і Xbox 360 21 серпня 2007 року, а для PlayStation 3 21 жовтня 2008 року.
Дія гри відбувається у 1960 році. Головний герой, вцілілий в катастрофі літака, потрапляє у підводне місто Захоплення (англ. Rapture), де таємно було створено утопічне суспільство. Проте заснована на аморальних експериментах, утопія до цього часу перетворилася на свою протилежність. Героєві доводиться протистояти мутованим жителям і механічним системам охорони, щоб вибратися на поверхню.
Гра містить у собі елементи рольових і survival horror-ігор. Творці характеризували її як «духовну спадкоємицею» культової System Shock 2.

## Ігровий процес

Вода — один із важливих елементів стилістики гри.

### Основи
Гравець виступає в ролі молодого чоловіка Джека, що потрапив у підводне місто Захоплення. Тамтешні люди користувалися речовиною АДАМ для отримання молодості та надзвичайних здібностей, але через зловживання нею перетворилися на чудовиськ. Щоб вибратися з міста, Джеку належить боротися з чудовиськами та долати інші небезпеки, покладаючись як на силу зброї та АДАМ, так і кмітливість.
Як і в System Shock 2, в BioShock гравець може використовувати RPG-подібні модифікації для розвитку свого персонажа. Іноді персонажу необхідно використовувати прихованість, щоб прослизнути повз камери спостереження й ворогів. Також є можливість зламувати різні механічні системи для одержання різних бонусів.
Основними ресурсами в грі є речовини АДАМ (англ. ADAM) та ЄВА (англ. EVE) і гроші. АДАМ використовується для придбання генетичних модифікацій і плазмідів, які наділяють особливими здібностями, ЄВА (аналог «мани») дозволяє використовувати активні плазміди, а гроші дозволяють придбати особливі предмети й боєприпаси, заліковувати рани за допомогою автоматичних медичних станцій, а також підкуповувати електронні системи замість злому. Для придбання АДАМа героєві надається дві можливості: звільнити від слимака-симбіонта дівчинку, звану Сестричкою, за допомогою плазміда «Тененбаум», отримавши за це половину АДАМа, або ж просто вирвати слимака, тим самим убивши дівчинку, але отримавши весь запас. Також він може взагалі не збирати АДАМ у Сестричок, хоча в такому разі виконання останнього етапу гри значно ускладнюється.
Здібності персонажа розділені на групи: бойові, інженерні, активні й фізичні. «Активні» плазміди, по суті, є альтернативною зброєю, що нагадує магію. Інші класи плазмідів, названі генетичними тоніками, є пасивними збільшувачами здібностей. Наприклад, тонік «Камуфляж» робить героя невидимим, поки він стоїть на місці.
Гра заохочує використовувати плазміди творчо. Наприклад, одним з перших босів є божевільний хірург. Гравець може використати плазмід «Спалювання» щоб запалити хірурга, а коли він спробує згасити себе у воді, приголомшити його електроударом. Поки він стоїть шокований, гравець може зламати медичну станцію, щоб вона отруїла хірурга, коли той спробує нею скористатися. Телекінез дозволяє героєві маніпулювати незакріпленими предметами, наприклад, спіймати гранату або ракету й відправити їх назад, або притягнути палаючий об'єкт і кинути його у ворога. Телекінезом також можна знешкоджувати або встановлювати пастки. У протагоніста обмежена кількість комірок для різних груп плазмідів, що вимагає планування того, як їх використовувати.
Гравець може модифікувати зброю в особливих станціях удосконалення зброї, названих «Влада народу» (англ. Power to the People). Модифікації надають збільшення магазина, посилену вогневу міць тощо. Кількість станцій у грі дозволяє зробити саме стільки поліпшень, скільки можливо (два для кожної зброї). Гравець також може міняти тип боєприпасів для кожної стрілецької зброї. Наприклад, револьвер може стріляти звичайними, протипіхотними й бронебійними кулями. У грі також є особливий фотосканер (англ. «Research camera»), який дозволяє дізнаватися слабкості ворогів.
Гравець може знайти особливий тип машини за назвою «Універсальний конвертер» (англ. U-Invent), за допомогою якої здатен використовувати різні деталі й хімікати, знайдені в Захопленні, щоб створювати боєприпаси, пастки, обладнання для злому та ін. Після загибелі герой відроджується в найближчій «Віта-Камері» (англ. «Vita-chamber»). Після установки патчу версії 1.1 відродження у віта-камерах можна відключити задля більшої реалістичності.
Попри те що BioShock являє собою лінійний шутер, геймплей передбачає певні ступені свободи для гравця. Пропонується повернутися на будь-який рівень завдяки системі батисфер. Дозволяється виконувати місію, яка складається з декількох етапів, міняючи етапи місцями. Упродовж гри можна знайти аудіощоденники з додатковою інформацією про світ гри та розташування сховків з корисними предметами.

### Рівні складності
Для PC/Xbox 360 гра припускає 3 рівня складності — легкий (Easy), середній (Medium) і важкий (Hard). Усі рівні відрізняються збільшенням вразливості головного персонажа й посиленням міці супротивника. При установці патчу 1.1 для PC/Xbox 360 проходження рівнів можна ускладнити, відключивши віта-камери, у яких головний герой відроджується, якщо загине. При повному проходженні на Xbox 360 на важкому рівні складності з виключеними віта-камерами нараховується найвищий бал. Для PlayStaion 3 був включений додатковий рівень складності Survivor, на якому головний персонаж ще уразливіший, ніж на 3-х попередніх рівнях, вороги ще сильніші, кожний трофей ще коштовніший.

### Противники
Мутанти (англ. Splicers) — змінені дією АДАМа жителі міста, головна мета яких зараз — убивати інших жителів міста, щоб отримати АДАМ, від якого вони стали залежні. Багато мутантів у масках, які вони надягли для балу-маскараду під час Нового року 1959 року, зі святкування якого в Захопленні почався хаос. Мутанти змінилися зовні і переважно божевільні. Можуть нападати групою.
- Мутант-стрілець (англ. Leadhead Splicer) — для атаки зазвичай використовує вогнепальну зброю (автомати або револьвери)
- Мутант-громила (англ. Thuggish Splicer) — для атаки використовує холодну зброю (обрізки труб, розвідний ключ, ліхтарики, граблі та ін.)
- Мутант-павук (англ. Spider Splicer) — уміють бігати по стелі, під час дальньої атаки кидаються гаками чи б'ють ними у ближньому бої. У главі «Форт Веселий» деякі з них представлені у вигляді статуй, які незабаром оживають.
- Мутант-маг (англ. Houdini Splicer) — мають здатність до телепортації, під час атаки кидаються вогненними кулями або великими крижаними осколками.
- Мутант-палій (англ. Nitro Splicer) — для атаки використовують пляшки з запалювальною сумішшю або гранати.

Маленькі Сестрички (англ. Little Sisters) — маленькі дівчатка, в живіт яких імплантований молюск, який виробляє АДАМ. Самі по собі нешкідливі й беззахисні. Але їх опікують небезпечні Великі Татусі.
Великі Татусі (англ. Big Daddies) — модифіковані люди, одягнені у водолазний костюм. Бувають двох типів — Розі (англ. Rosie) і Громила (англ. Bouncer). Кожен з типів підрозділяється на звичайних і елітних Великих Татусів (які сильніші за звичайних). Громили озброєні величезним свердлом і можуть приголомшити Джека на кілька секунд для здійснення атаки. Розі озброєні цвяхометами, кидають у супротивника міни, що реагують на рух. У шолом Великого Татуся вмонтовані фари, що сигналізують про наміри. Жовтий колір фар: нейтральний, червоний — ворожий, зелений — захищає Джека. Нападають на супротивника, тільки якщо хтось загрожує Маленькій Сестричці. При використанні спеціального плазміда захищають протагоніста, поки дія плазміда не скінчиться або Великого Татуся не ранить Джек. Під час відсутності Сестрички безпечні (поки Великого Татуся не ранять), у її присутність можуть атакувати протагоніста, якщо той підійде занадто близько.
Камери стеження (англ. Security Camera). Помічають Джека й висилають літаючих роботів або роботів-стрільців (англ. Security Bots). Можуть бути зламані й тоді захищають Джека, висилаючи роботів охорони, які стріляють у його супротивника. При активній зйомці фотосканером дається кілька бонусів, приміром, при зломі швидкість потоку значно вповільнюється. Ворожі до протагоніста камери спостереження не реагують на жителів Захоплення й крім того самі жителі можуть вмикати камери для того, щоб ті посилали роботів охорони для захисту героя. Це робить на самому початку гри Атлас для захисту Джека від мутанта-павука й потім Піча Вілкінса. Джулія Ланґфорд перемикає у своїй лабораторії камеру спостереження так, щоб вона була нейтральна до Джека. При ворожій активізації камери це відображається лічильником часу із червоним значком. При активізації зламаної камери значок зелений. При активізації камери Джулією Ланґфорд значок блакитний. Час ворожої активності камери спостереження зменшується при використанні гентоніка.
Роботи охорони (англ. Security Bots) — автоматичний кулемет, що летить на пропелері. Пара таких роботів викликаються камерою спостереження, коли та помічає супротивника; також деякі мутанти можуть мати при собі зламаного робота. У такого мутанта навколо голови і його робота виникає вогненний німб. Якщо мутанта вбити, не торкнувши робота, останній падає на землю й вимикається.
Джек може знищити або зламати робота, в останньому випадку той буде захищати його. Максимальна кількість роботів для захисту — два. При загорянні зламаного робота він може впасти на землю й вибухнути. Роботи охорони не зауважують героя в стані спокою при використанні тоніка «Природний камуфляж». При активній зйомці роботів дається бонус — роботи зламуються автоматично.
Турелі (англ. Turrets) — стаціонарно встановлена автоматична зброя. Бувають трьох видів: кулемети, гранатомети й вогнемети. Можуть бути зламані й у такому випадку захищають Джека (при цьому лампочка на турелі починає світитися зеленим світлом замість червоного). При активній зйомці турелей дається бонус — турелі зламуються автоматично.

### Зброя
- Гайковий ключ є першою зброєю, яка з'являється у Джека. Після того, як він попадає в Захоплення, Атлас, який допомагає йому, дає першу пораду: «не міг би ти знайти що-небудь схоже на гайковий ключ, будь люб'язний». Модифікацій не має, але сила завдаваних ушкоджень може збільшуватися завдяки гентонікам, які з'являються в Джека в процесі гри.
- Револьвер 38-го калібру — найперша вогнепальна зброя у грі. У процесі гри можуть бути використано три види куль: звичайні, протипіхотні (англ. antipersonnel) і бронебійні (англ. armor-piercing), приміром, проти Великих Татусів, також проти турелей і камер охорони. У станціях удосконалення зброї у револьвера (англ. Power to people) може бути збільшений барабан і сила нанесення ушкоджень.
- Автомат — єдина автоматична зброя у грі. Має три види куль 45-го калібру: звичайні, протипіхотні (англ. antipersonnel) і бронебійні (англ. armor-piercing). У станціях удосконалення зброї можна збільшити силу ушкоджень і зменшити віддачу, що дозволяє зменшити розкид куль. Моделлю зброї в грі став Пістолет-Кулемет Томпсона, який використовувала чиказька мафія в часи «сухого закону» у США 30-х років XX століття. За що автомат одержав прізвиська «Чиказька друкарська машинка» (англ. Chicago Typewriter) і «Чиказьке піаніно» (англ. Chicago Piano).
- Дробовик — ефективний на близьких дистанціях, але має істотний недолік — довге перезарядження. Має три види куль: картеч, електрична картеч, що викликає електрошок й картеч що вибухає. Останні два види картечі дуже ефективні проти Великих Татусів. У станціях удосконалення зброї може бути збільшена сила нанесених ушкоджень і скорострільність.
- Гранатомет — зброя, найефективніше проти Великих Татусів. Має три види боєприпасів: осколкові гранати, міни, що реагують на рух і снаряди, що наводяться на тепло. У станціях удосконалення зброї можна збільшити силу їх ушкоджень, а також придбати захист від своїх власних снарядів при вибухові.
- Хімічний розпилювач — зброя різнопланової дії. Має три види боєприпасів: напалм, електрогель (ефективний проти Великих Татусів), рідкий азот. Може заміняти три види плазмідів: напалм — «Спалювання», електрогель — «Електророзряд», рідкий азот — «Зимова холоднеча». У станціях удосконалення зброї може бути зменшена витрата палива й збільшена дистанція, на якій ефективний струмінь із розпилювача.
- Арбалет — складна у використанні й повільна в перезарядженні, але дуже ефективна зброя; крім того, можна збирати болти, що вже були вистріляні в ціль. Має три види боєприпасів: болти зі сталевими наконечниками, болти-пастки, запалювальні болти. Болти-пастки можна використовувати в тісних коридорах. Щоб використати болт-пастку, потрібно вистрілити, приміром, у стіну й відійти убік, через пару секунд із болта вилетить міцний наелектризований дріт і «кішка», яка застромиться в протилежну площину. Дуже ефективні проти Великих Татусів. У станціях удосконалення зброї може бути збільшена ймовірність збереження болта після пострілу (для підбору й повторного використання) і збільшена сила ушкоджень.
- Фотосканер — не є зброєю, але дуже ефективний засіб для збільшення завдаваних ушкоджень ворогам. З'ясовує на генетичному рівні слабкості ворогів. Боєприпасами слугує фотоплівка. Максимальна кількість зарядженої плівки — 100 кадрів. Можна знімати як живих ворогів, так і щойно загиблих. Живих ворогів можна знімати кілька разів. За багаторазову зйомку даються бонуси. Існує 5 рівнів зйомки. На 1-му, 3-му, 5-му рівні гравцеві дається збільшення завдаваних ушкоджень ворогам. На 1-му рівні — на 15 %, на 3-му — на 25 %, на 5-му рівні — на 45 %. При багаторазовій зйомці Сестричок дається збільшення здоров'я й кількості ЄВИ, яке Джек може носити в собі. При активній зйомці гравцеві дається кілька безкоштовних гентоніків і плазмідів, деякі з яких неможливо придбати в Саду Збирачів. Це гентоніки «Природний камуфляж» і «Шосте почуття», що дозволяє при обшукові ворогів знаходити інші речі. Найвище цінуються кадри, на яких ворог поміщається цілком у кадрові, перебуває в центрі, якнайближче до гравця. Модернізація фотосканера не передбачена.

### Плазміди
Плазміди — це спеціальна сироватка, створена з обробленого АДАМа, яка змушує клітини тіла мутувати й дає надлюдські здібності. На початку гри Джекові дається тільки 2 відкритих комірки для установки плазмідів (усього 6 комірок). Гравець може купити додатково комірки для плазмідів у Саду Збирачів. А також у Генному банку гравець може замінити один плазмід на інший, переносячи в резервний банк. Використовується разом з ЄВОЮ (сироватка блакитного кольору, що складається з модифікованого АДАМа). АДАМ дозволяє головному героєві носити в собі плазміди, а ЄВА дозволяє їх використовувати.
- Electro Bolt (Електророзряд) — паралізує електрошоком людину чи тимчасово виводить з ладу технічний прилад. При влучання розряду в калюжу вбиває всіх ворогів у ній.
- Incinerate (Спалювання) — підпалює техніку чи живих ворогів.
- Telekinesis (Телекінез) — дозволяє притягнути відносно невеликий предмет і жбурнути у ворога.
- Enrage (Лють) — якщо вороги нападають групою, при використанні цього плазміда, вороги починають атакувати один одного. Неефективний проти єдиного ворога, бо він сприйматиме за противника самого Джека.
- Hypnotize Big Daddy (Гіпноз для Великого Татка) — змушує Великого Татуся сприймати Джека як Маленьку Сестричку й тимчасово захищати його. У момент дії плазміду фари на шоломі Татуся починають світитися зеленим кольором. Неефективний у великій гущі ворогів, оскільки при будь-якому пораненні Татуся дія плазміду зникає й Татусь починає атакувати Джека. Причому «Природний камуфляж» у такому випадку марний.
- Winter Blast (Зимова холоднеча) — може тимчасово заморозити ворога. Має недолік, якщо заморозити ціль і вистрілити в неї, то ціль розлетиться на шматки і її неможливо буде обібрати.
- Security Bullseye (Маркер безпеки) — змушує камери спостереження й турелі атакувати супротивника.
- Cyclone (Циклон-Пастка) — підкидає ворога, що потрапив у зону дії, вгору, ударяє об стелю й завдає ушкоджень при приземленні.
- Insect Swarm (Рій комах) — випускає рій бджіл, які атакують ворогів. Ефективний проти декількох супротивників і мутантів-магів.
- Targeting Dummy (Мішень) — створює фальшиву ціль для ворога. Особливо ефективний у комбінації з гентоніком «Природний камуфляж».
- Sonic Boom (Акустичний удар) — створює сильний порив вітру, яким можна збити з ніг ворога. Не ефективний проти масивних супротивників — Великих Татусів, турелей.

### Гентоніки
Це особливо сироватка, створена з обробленого АДАМа, що при установці в комірку має постійний ефект. Також як плазміди, їх можна поміняти в Генному банку місцями. Розрізняються 3 типи гентоніків.
Фізичні тоніки (англ. Physical) роблять персонажа витривалішим і сильнішим.
- Hacker's Delight (Радість Хакера) — при успішному зломі технічних обладнань (сейфів, турелей, камер охорони) гравцеві додається трохи здоров'я і ЄВИ. Гентонік 2-го рівня може бути створений тільки в Універсальному конверторі (англ. U-Invent).
- EVE Link (Канал ЄВИ) — аптечка першої допомоги додає гравцю ЄВИ.
- Extra Nutrition (Додаткове живлення) — відновлює трохи більше здоров'я при використанні бинтів і їжі.
- Medical Expert (Медексперт) — аптечка першої допомоги додає здоров'я більше, ніж раніше. Гентонік «Медексперт» 2-го рівня дарує гравцеві Сандер Коен на рівні Форт «Веселий».
- Security Evasion (Відхід від стеження) — камери спостереження й турелі не помічають гравця трохи довше.
- Sportboost (Спортивний стимулятор) — можна завдавати сильніші ушкодження ворогам гайковим ключем і швидше пересуватися з ним.
- Natural Camouflage (Природний камуфляж) — у стані спокою гравець стає невидимим. З'являється в гравця при інтенсивній зйомці мутантів-магів (англ. Houdini Splicer). У Саду Збирачів цей тонік придбати не можна.
- Scrounger (Шосте почуття) — дозволяє обшукувати знищеного супротивника ще раз, знаходячи нові речі або збільшуючи кількість нових речей. З'являється в гравця тільки при інтенсивній зйомці супротивника. У Саду Збирачів цей тонік придбати не можна. Може мати зворотний ефект — при повторному обшуку знайдені перед цим речі можуть зникнути. При активній зйомці Великих Татусів кількість знайдених у них речей у такий спосіб значно збільшується.
- Booze Hound (Алко-шукач) — вживання алкоголю збільшує кількість ЄВИ, а не як раніше висушує. Може бути створений тільки в Універсальному конверторі (англ. U-Invent).
- Bloodlust (Лють) — при використанні гайкового ключа гравцю додається невелика кількість здоров'я і ЄВИ.
- Eve Saver (Накопичувач Єви) — дозволяє трохи заощадити ЄВУ при використанні плазмідів.

Інженерні (англ. Engineering) тоніки покращують здібність до хакерства й використання технічних пристроїв.
- Alarm Expert (Експерт з тривоги) — кількість комірок із перевантаженням зменшується на 2 штуки.
- Hacking Expert (Хакер-експерт) — при зломі на 1 комірку перевантаження й на 1 гніздо сигналізації менше.
- Security Expert (Експерт з безпеки) — зменшує складність зламування турелей, камер спостереження й роботів охорони.
- Shorten Alarms (Приборкувач сирен) — зменшує тривалість сигнальної тривоги при активації її камерою спостереження.
- Speedy Hacker (Швидкісний зламник) — зменшує швидкість потоку при зломі.
- Clever Inventor (Досвідчений утилізатор) — при винаході кожного предмета в Універсальному конвертері потрібно менше компонентів.
- Prolific Inventor (Суперконвертер) — винахід в Універсальному конвертері дозволяє збільшити в 2 рази вихід речей.
- Safecracker (Ведмежатник) — зменшує складність злому сейфів і кодових замків.
- Vending Expert (Торговельний експерт) — зменшує вартість речей у торговельних автоматах.

Бойові (англ. Combat) тоніки допомагають завдавати й витримувати більше пошкоджень.
- Armored Shell (Укріплена броня) — зменшення ушкоджень від ворогів.
- Electric Flesh (Електроплоть) — збільшує ушкодження при використанні електрики й зменшує ушкодження при використанні електрики з боку ворога.
- Frozen Field (Поле заморозки) — дозволяє заморозити ворога при ударі гайковим ключем і зменшує ушкодження, що завдаються ворогом при використанні заморозок.
- Human Inferno (Людина-Вогонь) — захист від вогню, використовуваного супротивником і нанесення більше ушкоджень при використанні вогню гравцем.
- Photographer's Eye (Фотооко) — збільшує швидкість одержання бонусів при зйомці фотосканером.
- Wrench Jockey (Власник ключа) — збільшує ушкодження ворога при використанні гайкового ключа.
- Damage Research (Дослідження пошкоджень) — підсилює ушкодження ворога при дослідженні вбитих ворогів.
- Static Discharge (Статичне поле) — ударяє електрострумом супротивника при контакті із гравцем.
- Wrench Lurker (Скрадний ключ) — при використанні гайкового ключа дозволяє безшумно підкрастися до супротивника.
- Machine Buster (Руйнівник машин) — дозволяє швидше зруйнувати технічні пристрої міста.

## Сюжет

### Передісторія

Підводне місто Захоплення

Місто Захоплення було збудоване таємно на дні Атлантичного океану в 1946 році промисловим магнатом Ендрю Раяном (англ. Andrew Ryan). Воно мало автономну систему живлення, засновану на геотермальній енергії, водоочисні комплекси, системи видобутку морепродуктів, охороні правопорядку та ін. В 1950-ті жителями Захоплення були кілька тисяч людей, переважно біженці з Німеччини. Впродовж декількох років Захоплення було утопічним містом, вільним від релігії, уряду або будь-якої іншої форми влади. Однак, місто потребувало обслуговування, а відсутність будь-яких організацій із захисту робітників призвела до експлуатації простих людей. Так, Френку Фонтейну (англ. Frank Fontaine), колишньому бандиту, вдалося накопичити величезний статок завдяки діяльності його компанії, Fontaine Fisheries, яка під виглядом ловлі й переробки риби займалася контрабандою. Щоб убезпечити своє місто від злочинних контактів, Раян заборонив будь-яке спілкування з зовнішнім світом.
Зненацька наукове відкриття порушило рівновагу в місті. Німецька вчена-генетик Бриджит Тененбаум (англ. Dr. Bridgette Tenenbaum) виявила унікальні властивості одного з видів морських молюсків, виловлених рибалками компанії Фонтейна. Ці молюски виробляли речовину, названу АДАМом, здатну виліковувати будь-які рани й хвороби. Коли всі лабораторії міста відмовилися допомогти Тененбаум у вивченні цієї речовини, вона звернулася до Фонтейна, і він, оцінивши перспективи, яке таїло в собі це відкриття, погодився фінансувати її дослідження. Він створив компанію Fontaine Futuristics, яка стала розробляти на його основі серії генетичних модифікацій за назвою «плазміди», що дають людям надздібності (для їхнього використання була потрібна сироватка за назвою ЄВА). Завдяки АДАМу пластичні хірурги Захоплення могли зробити будь-яку людину досконалою. Але, незважаючи на приголомшливі можливості АДАМа, він спричиняв у людей сильну залежність, при цьому заміщаючи клітини людини зміненими, подібно раковій пухлині. Крім того, надмірне вживання речовини призводило до зміни розуму й зовнішності у гірший бік.
Зростаюче споживання АДАМа призвело до його нестачі. Сам молюск виробляв занадто мало АДАМа. Доктор Тененбаум виявила, що молюск, поміщений у тіло людини-хазяїна, виробляє АДАМа в 10-20 разів більше. Для цього стали використовуватися дівчатка, названі Маленькими Сестричками (англ. Little Sisters). Фонтейн створив притулки, куди надходили сироти, що згубилися або були відняті в батьків. Потім з них створювали Маленьких Сестричок, імплантуючи молюска в черевну порожнину й навчаючи збирати АДАМ із трупів. Маленька Сестричка сприймала труп із залишками АДАМа як «ангела». У такого «ангела» Сестричка бачила світло, яке вибивалося з його живота. Вона викачувала спеціальним шприцом АДАМ із трупа й випивала його, щоб потім молюск міг його переробити. Молюск не тільки переробляв АДАМ, він також миттєво регенерував ушкоджені тканини свого хазяїна шляхом заміни їх на нові, згенеровані за допомогою АДАМа. Для додаткової охорони до кожної сестрички був приставлений Великий Татко (англ. Big Daddy), генетично й ментально модифікована людина, зазвичай колишній ув'язнений, у великому водолазному костюмі, що нападає на всіх, хто загрожував охоронюваній Сестричці.
Виробництво плазмідів і генетичних тоніків на основі АДАМа приносило величезний прибуток Фонтейну. Він використовував цей прибуток, щоб будувати будинки для бідних, які були готові працювати на нього. Завдяки АДАМу Фонтейн створив армію мутантів, які беззаперечно підкорялися йому. Вжахнувшись тим змінам, які відбулися в місті з вини Фонтейна, Раян вирішує знищити його імперію. У першу чергу він звернув пильну увагу на кримінальну діяльність Фонтейна й запровадив смертну кару за контрабанду, що викликає сильне невдоволення навіть у тих людей, які раніше гаряче його підтримували. Згодом люди Раяна вбили Фонтейна в перестрілці з його бандитами. Раян прибрав до рук усі компанії Фонтейна, порушивши свій же основний принцип вільного підприємництва. Використовуючи розроблені в Fontaine Futuristics технології, Раян багаторазово збільшив виробництво АДАМа, що призвело до швидкої деградації містян. Частина громадян міста, обурених зростаючою диктатурою Раяна, почала вести запеклу боротьбу проти нього. Через якийсь час після смерті Фонтейна в Захопленні з'являється людина на ім'я Атлас. Він швидко завойовує популярність серед населення, доведеного до розпачу репресіями Раяна. Атлас стає лідером Опору, його влада швидко зростає й починає переважати над владою Раяна.
31 грудня 1959 року група мутантів на чолі з Атласом напали на місця, де зазвичай відпочивали багаті люди міста. Це послугувало початком громадянської війни в Захопленні. Попри те, що й раніше траплялися сутички людей Раяна з бандитами Фонтейна, саме бунт, що стався на Новий рік призвів до хаосу, який запанував у місті.
До того моменту, як головний герой потрапляє в місто, лише деякі люди залишилися нормальними, вони вижили, замкнувшись у своїх будинках і лабораторіях. Місто населяють агресивні божевільні сплайсери (англ. Splicers), мутуючі жителі міста. Сестрички, що вийшли з-під контролю вчених, продовжують свою роботу збирання АДАМа з тіл мертвих, блукаючи по залах Захоплення зі своїми Татусями-Охоронцями.
Загибла утопія довела абсурдність ідеалів Ендрю Раяна. Зіштовхнувшись із реальністю, Раян став диктатором. АДАМ виявився лише каталізатором розкладання суспільства Захоплення.

### Події гри

Справжня «сім'я» Джека

Молодий чоловік Джек в 1960 році летить на літаку над Атлантичним океаном. Літак зазнає аварії, Джек єдиний виживає та опиняється поруч із таємним входом у підводне місто Захоплення (англ. Rapture). Джекові нічого не залишається, крім як підплисти до високого маяка поруч із місцем катастрофи й спуститися в батисфері у місто. Коли він спускається під воду, з ним зв'язується по рації місцевий житель на ім'я Атлас. Він пропонує допомогу.
Джек дізнається, що перебуває в місті, яке занурене в хаос і населене мутантами. Атлас розповідає Джекові, що людина, яка створила це місто, Ендрю Раян, чомусь зараз вирішив його зруйнувати. Раян стежить за кожним рухом Джека через камери охорони, вважаючи його агентом або ЦРУ, або КДБ і постійно намагається знищити, активуючи охоронні системи й насилаючи на нього агресивних мутантів, якими, за словами Атласа, керує за допомогою феромонів.
Щоб допомогти Джекові вижити, Атлас знайомить його з можливостями АДАМа — речовини, що дає людям надздібності, але в той же час руйнує їхні тіла й розум, змушуючи боротися один з одним за порцію речовини. Коли Джек уперше зустрічається із Сестричкою, Атлас намагається переконати його, що для виживання Джек повинен їх убивати, але зненацька з'являється вчена Тененбаум, яка просить Джека звільнити дівчаток від страждань. Для цього вона дає Джекові особливий плазмід, який дозволяє повернути Маленьким Сестричкам людську сутність. Зробивши це, Джек отримує лише частину від усієї дози АДАМа, що міститься в Сестричці, але доктор Тененбаум обіцяє винагородити Джека за порятунок дівчаток. Рішенням убивати або врятувати Сестричок гравець визначає закінчення гри. Якщо гравець звільняє першу Сестричку, то Атлас намагається переконати його, що це неправильно, але не наполягає на подальшому виборі гравця вбивати або звільняти Сестричок.
Атлас просить Джека допомогти йому звільнити його родину, яка замкнена в батисфері в районі Дарунки Нептуна. Але щойно Джек по таємній стежці контрабандистів приходить до батисфери, Раян підриває її. Збожеволілий від горя Атлас клянеться помститися Раяну й не сумнівається, що Джек, уже налаштований проти Раяна, допоможе йому. Джек потрапляє в Аркадію, парк, який забезпечує киснем усе місто, де Раян отруює дерева газом, а потім на очах Джека вбиває ботаніка Джулію Ланґфорд, яка знала як урятувати дерева. Дотримуючись рекомендацій Джулії, які їй все-таки вдалося залишити, і порадам Атласа, Джекові вдається врятувати Аркадію. Пройшовши через Форт «Веселий» Джек потрапляє в Гефест — місце, де розташовується центр керування Захопленням. Атлас попереджає Джека, що Раян тепер у всеозброєнні й Джекові нічого не залишається, як піти в офіс Раяна і покінчити з ним, інакше він уб'є їх обох.

Таємниця походження Джека

Джекові вдається зламати охоронну систему офісу Раяна. Але, коли той бачить Джека особисто, він розуміє, що той — його син. Він не може підняти руку на свого сина й вирішує з його допомогою покінчити із собою, але перед цим він відкриває Джекові очі на те, що той лише виконував чужі накази й демонструє це, наказавши за допомогою фрази «будь люб'язний» убити себе. Після загибелі Раяна Джек за допомогою генетичного ключа Раяна зупиняє запущену ним процедуру руйнування міста. Відчуваючи свій тріумф і повну безкарність Атлас, сміючись, зізнається Джекові, що ніякого Атласа ніколи не було, і він насправді — Френк Фонтейн. А Джек був закодований виконувати будь-які накази, що починаються фразою «будь люб'язний». Після зупинки процедури руйнування вмикається система безпеки офісу Раяна, але Джека встигають урятувати доктор Тененбаум і її Сестрички.
Джек потрапляє в дім Тененбаум, де живуть Сестрички, вилікувані від впливу АДАМа. Тененбаум розповідає Джекові, що він був слухняним інструментом Фонтейна, а доктор Сушонг вживив у мозок Джека фальшиві спогади й команди, за допомогою яких Фонтейн керував Джеком. Їй вдається зняти частину кодування, за допомогою якого Фонтейн міг керувати діями Джека. Щоб більше довідатися про те, що з ним робили, Джек вирушає в квартиру Сушонга.
Фонтейн, довідавшись, що Джек більше не підкоряється фразі «будь люб'язний», лютує. Але в нього залишається можливість призупиняти роботу серця Джека, віднімаючи у нього здоров'я. Обшукавши апартаменти Сушонга, Джек дізнається, що той зробив спеціальний засіб за номером 192 за наказом Фонтейна, який боявся втратити свою владу. Цей засіб знімає ментальну залежність від АДАМа. Тененбаум згадує, що украла якийсь секретний засіб у Сушонга, і тепер розуміє, що він значив. Але в її квартирі Джек засобу не знаходить, тому що до цього її обшукали люди Фонтейна. Тененбаум припускає, що засіб знаходиться в будинку Фонтейна і її здогад виявляється вірним.
Джек, обшукавши будинок Фонтейна, знаходить засіб номер 192. Але його виявляється занадто мало, що до того ж призводить до прояву побічного ефекту: Джек більше не може контролювати активацію необхідних йому плазмідів і тому вимушений шукати ще одну дозу засобу за номером 192. Тененбаум радить Джекові обшукати люкси Меркурія, де розташовувалася лабораторія Сушонга. У лабораторії Сушонга Джек знаходить ще одну дозу засобу й після того, як приймає її, побічні ефекти усуваються. Звільнившись від впливу Фонтейна, Джек отримує можливість нарешті здійснити свою помсту. Щоб добратися до Фонтейна, Тененбаум пропонує Джекові замаскуватися під Великого Татка, тоді одна із сестричок проведе його до нього. По прибутті Джека, Фонтейн приймає величезну дозу АДАМа, дійсно стаючи схожим на Атласа. Зрештою, Джекові й Сестричкам вдається перемогти Фонтейна.
Гра припускає три закінчення:
- Якщо гравець рятував Сестричок на прохання доктора Тененбаум, то в фіналі вони нападають на Фонтейна й убивають його своїми шприцами. Потім Маленькі Сестрички залишають Захоплення разом із Джеком, щоб почати нормальне життя на поверхні. Фінальна сцена показує літнього Джека при смерті, за руку якого тримають вирослі Маленькі Сестрички. Доктор Тененбаум говорить при цьому, що Джек знайшов родину, якої був позбавлений.
- Якщо гравець оббирав і вбивав Сестричок (убивство щонайменше двох Сестричок забезпечить це закінчення), то після смерті Фонтейна, він забирає ключ від міста, отримуючи повну владу. До місця загибелі літака підходить підводний човен. Навколо нього починають спливати батисфери. З них вистрибує безліч сплайсерів і вбивають здивованих матросів. Сплайсери захоплюють підводний човен, і фінальний кадр вказує на балістичну ракету, готову до запуску.
- Третє закінчення (убивство саме першої Сестрички забезпечує це закінчення) є повною копією другого (при вбивстві двох і більш сестричок), але Тененбаум говорить фінальний монолог з жалем у голосі, співчуваючи долі головного героя.

## Персонажі

#### Головні

Плакати з Форту «Веселий». Шоу «Патрік і Мойра». Жасмін Жолен — кохана дівчина Е.Раяна

- Джек — протагоніст гри. Він єдиний пасажир, що вижив у катастрофі авіалайнера, який зазнав її поруч із таємним входом в Захоплення. Джек був незаконнонародженим сином голови міста Ендрю Раяна і його коханки, танцівниці Жасмін Жолен (англ. Jasmine Jolene), у якої доктор Тененбаум від імені Френка Фонтейна купила ембріон Джека. Довідавшись про це, Раян убив Жасмін. Потім доктор Сушонг за своєю технологією за допомогою АДАМа прискорив процес росту Джека так, що той за два роки став людиною, чий фізичний і розумовий розвиток відповідав 19 рокам. Сушонг вживив йому в мозок фальшиві спогади про його уявних батьків і життя на маленькій фермі, які постійно переслідували Джека під час його подорожі по місту, і дві фрази-команди: «будь люб'язний», по якій Джек виконував усі наступні накази від того, хто їх сказав, і «код тривоги „жовтий“», за допомогою якого Фонтейн міг на час зупинити серце Джека, що приводило до погіршення його фізичного стану. Після створення Джека Фонтейн і Тененбаум вивезли його на велику землю, де через якийсь час його свідомість була активована фразою «будь люб'язний» з листа його уявних батьків. Не розуміючи, що він робить, Джек викрав літак, який розбився поблизу таємного входу в підводне місто. Джек для Фонтейна був «тузом у рукаві» проти Ендрю Раяна. Йому була потрібна людина, яка б носила гени засновника міста, оскільки охоронна система, батисфери (засіб пересування між рівнями міста) і віта-камери (у яких можливо відроджуватися після смерті) були налаштовані на генетичний код Раяна або його родичів. Таким чином, Джек був ідеальним найманим убивцею. Він міг залишитися живим, пройшовши складну охоронну систему, яку створив Раян і вбити його. На зап'ястях Джека є татуювання у вигляді ланцюга, яке означало рабське становище Джека.
- Ендрю Раян — засновник міста й глава компанії Раян корпорейшен (Ryan Industries). У 1919 році він втік до США з Радянської Росії, рятуючись від жахів більшовизму. Друга світова війна, бомбардування Хіросіми і Нагасакі і розчарування в післявоєнній перебудові світу, змусили його використати свій статок для побудови Захоплення — раю для багатих і вільних на дні Атлантичного океану. Раян населив своє місто найкращими розумами, заборонив будь-які контакти із зовнішнім світом, що призвело до бурхливого розвитку торгівлі контрабандними товарами, у якій досягнув успіхів головний ворог Раяна, Френк Фонтейн. Пізніше Раян націоналізував компанії Фонтейна, почав жорстоку боротьбу проти контрабандистів, запровадив смертну кару в Захопленні, але це призвело лише до ще запеклішого опору з боку ворожих елементів у місті. У підсумку Раян був вимушений відмовитися від усіх своїх ідеалів і замкнутися у власному офісі.
- Доктор Бриджит Тененбаум — німецька вчена-генетик. Про її минуле відомо, що під час Другої світової війни у віці 16 років вона була ув'язнена в концтабір, через своє єврейське коріння, де її геніальні здібності були помічені нацистами. Вона перша звернула увагу на унікальні властивості АДАМа, виробленого морським молюском і за допомогою Френка Фонтейна зуміла налагодити масове його виробництво. Доктор Тененбаум розробила технологію перетворення маленьких дівчаток у Сестричок, шляхом уживляння їм молюска й навчання збирати АДАМ у мертвих. Згодом вона стала ненавидіти себе за те, що створила з маленькими дівчатками. Тененбаум дає Джекові особливий плазмід для звільнення Сестричок і за кожних три врятованих дарує йому велику дозу АДАМа. Надалі вона допомагає Джекові звільнитися від ментальної залежності Френка Фонтейна й перемогти його.
- Атлас — житель Захоплення, який перший зв'язується по рації з головним персонажем, коли той прибуває до міста. Він просить Джека врятувати його дружину Мойру й сина Патріка, які були замкнені Раяном у батисфері. Для того, щоб Джек зміг зробити це, Атлас дає Джекові поради по радіо. Він знайомить Джека із властивостями АДАМа. Атлас ненавидить Ендрю Раяна й поступово налаштовує Джека проти нього. Подорожуючи містом, Джек починає розуміти, що Атлас грає дивну й важливу роль у житті міста. На стінах висять плакати, що запитують: «Хто такий Атлас?», по радіо він чує голос: «Атлас — друг паразитів. Не будь другом Атласу». В Аркадії Джек знаходить аудіощоденник, у якому Раян називає Атласа лідером бандитів. Насправді Атлас є маскою, придуманою Френком Фонтейном для того, щоб увести в оману всіх, у тому числі Раяна й Джека, останній з яких не зі своєї волі виконує всі накази Фонтейна.

- Френк Фонтейн — один з головних антагоністів гри, антипод Ендрю Раяна. Фонтейн був главою компанії Рибзавод Фонтейна (англ. "Fontaine Fisheries"), яка займалася в першу чергу контрабандою товарів. Саме один з рибалок його компанії знайшов морського молюска, який виробляв АДАМ. Після того, як Тененбаум відкрила властивості АДАМа, Фонтейн заснував компанію Fontaine Futuristics, яка робила плазміди, таблетки, шприци з ЄВОю, техніку, у тому числі диктофони для запису повідомлень і машини для вдосконалення зброї. Прибуток від продажу Фонтейн, граючи в добродійність, витрачав на побудову притулків для бідняків, які відразу вставали на його бік, і для маленьких дівчаток, з яких потім робили Маленьких Сестричок. Його кримінальна діяльність і повна зневага будь-якими законами моралі стали викликати відразу й страх не тільки у більшості жителів міста, але навіть у його власних людей. Тому у вересні 1958-го року Фонтейн інсценував свою смерть у збройній сутичці своїх бандитів з людьми Раяна. Потім за допомогою АДАМа змінив свою зовнішність і голос, і став відомий як Атлас (грец. міф. Атлант), герой робочих мас міста й символ боротьби за справедливість проти деспотії Раяна. Таким чином, маніпулюючи людьми в Захопленні, Фонтейн підштовхнув їх до виродження й вимирання. Його головною метою було не завоювання Захоплення, а завоювання всього світу за допомогою АДАМа.

#### Другорядні
Персонажі, яких Джек зустрічає в своїй подорожі Захопленням.
- Джонні — друг Атласа, який повідомляє про аварію авіалайнера біля входу в Захоплення. Він зустрічає Джека біля батисфери, де на очах Джека його вбиває сплайсер-павук.
- Доктор Штайнман — висококласний пластичний хірург, головний антагоніст рівня «Медичний павільйон». Штайнман був закоханий в свою роботу й хотів створити щось досконале, велике й ця думка зводила його з розуму. Раян звільнив його від «святенницької моралі» та дав АДАМ. У підсумку Штайнман повірив у безмежність своїх можливостей. У свою чергу, збожеволівши від зловживання АДАМом, він став батувати людські тіла, намагаючись створити шедевр, що приводило часто до смерті пацієнтів. Коли почався хаос, Штайнман замкнувся в хірургічному залі, оперуючи мутантів, що залишилися там.
- Піч Вілкінс був лідером шайки контрабандистів Фонтейна. Вілкінс приєднався до Раяна, тому що той обіцяв золотий ланцюг усім, хто потрапить в Захоплення, але на ділі цей ланцюг виявився ланцюгом каторжника. А Фонтейн запропонував йому дещо краще — стати на чолі його контрабандистів. Коли Раян почав розправу з бандитами Фонтейна, Вілкінс і частина контрабандистів сховалися, а після інсценованої смерті Фонтейна й зростання влади Атласа, Вілкінс став боятися, що Атлас і є Фонтейн і він спробує знайти Вілкінса й розправитися з ним, тому що він занадто багато знає про Фонтейна. Тому Вілкінс і частина контрабандистів сховалися в морозильнику Fontaine Fisheries. Щоб Джек міг пройти через це місце, Вілкінс вимагає від нього знайти особливу фотокамеру й сфотографувати трьох мутантів-павуків, щоб мати можливість захиститися від них. Атлас попереджає Джека, що в Вілкінса параноя, він скрізь бачить агентів Фонтейна. Коли Джекові вдається сфотографувати павуків і принести фотокамеру Вілкінсу, той дозволяє пройти через морозильник, але потім нападає на Джека, тому що підозрює, що Джек виконує брудну роботу для Фонтейна.
- Професор Джулія Ланґфорд — геніальний вчений-ботанік. Вона створила в Аркадії унікальні дерева, що дають кисень для всього міста. Попри те, що вона любить Аркадію, вона готова була зробити із неї товар, який можна було б продавати жителям Захоплення. Коли Джек потрапляє в Аркадію, Раян вирішує отруїти дерева газом. Атлас повідомляє Джеку, що тільки Ланґфорд може врятувати Аркадію й все Захоплення. Джек находить лабораторію Джулії, але на його очах Раян убиває її. Їй вдається написати шифр до сейфу, де лежить опис створення «препарату Лазаря» — газу, який рятує дерева Аркадії.
- Сандер Коен — глава Форту «Веселий». Після того, як Ендрю Раян віддав йому ключі від форту, Коен перестав кого-небудь випускати звідти. Поведінка Коена, як говорить про це Атлас, відповідає Section 8[en] (в 50-х роках відповідно до параграфа 8-м («Section 8») військовослужбовці, обвинувачені в сексуальних збоченнях звільнялися з рядів армії США). Таким чином, Атлас натякає на те, що Коен схильний до гомосексуальності, про що також говорив сам Коен у своєму аудіощоденнику, де зізнавався, що Ендрю Раян був об'єктом його кохання. До того, як Захоплення поринуло у хаос, Коен був популярною особистістю в місті. Він володів картинною галереєю, продюсував театральні вистави, у тому числі «Патрик і Мойра» (імена, які вибрав Фонтейн для «сина й дружини» Атласа). Коли Джек прибуває у форт, Коен заглушає радіозв'язок з Атласом і замикає Джека у Форті. Потім вимагає, щоб він убив трьох його учнів. Після того, як Джек усе виконує, Коен дарує йому генотонік «Медексперт-2». На створення образа Коена розробників явно надихнув великий сюрреаліст Сальвадор Далі.
  - Кайл Фіцпатрік — перший з учнів Сандера Коена, якого Коен убиває, підірвавши рояль, за яким сидів прив'язаний Кайл.
  - Мартін Фіннеґан (мутант-маг) — один із трьох учнів Коена, якого повинен убити і сфотографувати Джек на замовлення Коена. Фіннеґан часто крав АДАМ в інших мутантів, тому Коен замкнув Фіннеґана в морозильнику й зробив з нього «людину льоду».
  - Сіліас Кобб (мутант-нітро) — власник студії звукозапису в Захопленні. Раніше він уважав Сандера Коена музичним генієм, поки Коен не зробив його ув'язненим у форту. Це зовсім не обрадувало Кобба, тому в люті він сказав Коену, що називав того генієм тільки через те, що Коен сплачував його утримання. Коена привело в лють зауваження Кобба й він віддає наказ убити його.
  - Ектор Родрігес (мутант-нітро) — останній з учнів Коена, якого повинен убити Джек. Джек знаходить п'яного Родрігеса в «Саду Єви», де той часто бував.

Персонажі, чию історію Джек дізнається з їх аудіощоденників
- Доктор Сушонг — китаєць, був главою групи, яка досліджувала властивості АДАМа. Він використав АДАМ для створення плазмидів і був одним із тих, хто створив Маленьких сестричок і Великих татусів. Сушонг завжди використовував будь-які обставини (навіть найтрагічніші) з метою свого збагачення. Працюючи на Фонтейна, Сушонг навчив Маленьких Сестричок збирати АДАМ із трупів. Саме він вирішив створити Великих Татусів, оскільки знав, що Сестрички, хоча й уміють швидко відновлюватися завдяки АДАМу, все рівно досить беззахисні. Також Сушонг був одним з тих, хто створив Ace in Hole (Туз у рукаві) Фонтейна — Джека. За наказом Фонтейна він створив протиотруту за номером 192, яка знімала ментальну залежність від АДАМа. Після смерті Фонтейна, Сушонг став працювати на Раяна й запропонував йому модифікувати плазміди таким чином, щоб за допомогою особливих феромонів можна було керувати ордою мутантів. Також Сушонг придумав технологію введення в Великих татусів інстинкту захисту Маленьких сестричок. Під час одного з експериментів він ударив Маленьку Сестричку й був убитий Великим татусем. Джек знаходить труп Сушонга в лабораторії, яка розташовується в люксах Меркурія.
- Даяна Макклінток була коханкою Ендрю Раяна до тієї миті, як Захоплення не поринуло у хаос громадянської війни. Вона була сильно поранена під час нападу мутантів 31 грудня 1959 року й звернулася до Штайнмана, щоб той прибрав шрами з її обличчя. Але в результаті вона перестала виглядати як раніше, і це стало її мучити. Коли Даяна вийшла із клініки Штайнмана, вона виявила, що Раян запровадив смертну кару, щоб боротися з Фонтейном, у результаті чого постраждало багато безневинних людей і це жахнуло її. Даяна вирішила приєднатися до групи Атласа, щоб боротися з Раяном. Спочатку вона була зачарована Атласом, але потім зрозуміла, що він не та людина, за яку себе видає. Джек знаходить труп Даяни в одній з кімнат будинку для бідних Фонтейна, яка перебуває поруч зі штаб-квартирою Атласа.
- Білл Макдонаг познайомився з Раяном, коли ремонтував у нього ванну. Раян був вражений роботою Макдонага й найняв його як главу підрядної фірми для будівництва міста й підтримки його. Білл Макдонаг вірив у велич Захоплення й ненавидів тих, хто намагався зруйнувати мирне життя в місті. Він розумів, що Фонтейн, будуючи будинку для бідняків, у такий спосіб створює армію, яка допоможе йому оспорити владу Раяна й увергне місто в хаос. Він уважав, що Фонтейна треба призвати до відповідальності, не чіпаючи тих людей, які працюють на нього. Макдонаг був проти націоналізації бізнесу Фонтейна, що порушувало головний принцип Раяна — вільний ринок. Він уважав, що після смерті Фонтейна заради миру в місті потрібно було передати його компанії в руки людей Атласа. Коли громадянська війна стала руйнувати життя в Захопленні, Макдонаг у відчаї вирішує вбити Раяна, але зазнає невдачі. Обгорілий труп Макдонага, пришпилений до стіни списом, знаходиться в залі перед входом у батисферу, що веде до офісу Ендрю Раяна.
- Саліван — до прибуття в Захоплення був гангстером в «Маленькій Італії». Пізніше був призначений главою секретної служби Ендрю Раяна й виконував будь-яку «брудну» роботу з його наказу. Коли Раян наказав знайти докази проти Фонтейна, Саліван піддавав катуванням людей останнього, щоб вибити в них інформацію про нього, але бандити боялися Фонтейна сильніше, ніж Ендрю Раяна й мовчали, тому Салівану так і не вдалося нічого довідатися. Саліван усунув співачку Анну Калпепер за наказом Ендрю Раяна, тому що Раяну не сподобалася її критика Сандера Коена й пари пісень, які вона склала про Захоплення. Але, попри те, що Салівана не стримували моральні закони, він був обурений запровадженням у Захопленні смертної кари за контрабанду. У світлі всіх цих подій, Саліван погрожував Раяну подати у відставку; цілком можливо, він наклав на себе руки, або був убитий. Труп у «Дарунках Нептуна» біля отвору для Маленьких Сестричок містить при собі його аудіозапис.
- Аня Андерсдоттер — дизайнер жіночого взуття. Аня винила Ендрю Раяна в тому, що її дочка була викрадена й перетворена в Маленьку сестричку, а Захоплення стало поринати в хаос громадянської війни. Тому вона вирішила вбити Ендрю Раяна. Від одного з робітників-ремонтників вона довідалася, як зняти захист на вході в офіс Раяна. Її дії викликали підозри в Кібурца, інженера майстерні Гефеста, який сам готовив замах на Раяна. Прийнявши її за шпигунку Раяна, послану перевірити його лояльність, він віддав її на розтерзання мутантам Раяна. Труп Ані, приколений списом, висить при вході в офіс Ендрю Раяна. На її тілі Джек знаходить аудіощоденник, у якому Аня розповідає, як перевантажити ядро N3 і зняти захист на вході в офіс Раяна.
- Кібурц — австралійський інженер, що працював у ремонтній лабораторії Гефесту. Він вирішує вбити Ендрю Раяна й для цього створює схему імпульсної бомби, яка могла б перевантажити енергетичне ядро, що постачає енергією захисну систему при вході в офіс Ендрю Раяна. Але йому не вдається довести справи до кінця. Труп Кібурца Джек знаходить перед входом у секретну частину лабораторії, де лежить заготовка для імпульсної бомби.

## Розробка

### Оригінальний сюжет
Сюжет гри кілька разів зазнав змін. І спочатку був мало схожий на те, що вийшло в результаті. Як зізнавався Кен Лівайн у своєму інтерв'ю, на сюжет гри його надихнули книги Айн Ренд, Джорджа Оруелла, і інші книги про утопії й антиутопії, створені в XX столітті. Книги Айн Ренд явно залишили в сюжеті набагато більший слід, ніж інші. Імена — Фонтейн і Атлас були взяті з її найвідоміших книг The Fountainhead («Джерело») і Atlas Shrugged («Атлант розправив плечі»), ідеали Ендрю Раяна були засновані на об'єктивізмі Айн Ренд, ім'я Ендрю Раяна є анаграмою імені письменниці. Біографія Ендрю Раяна нагадує як біографію письменниці, так і біографію засновника могутньої корпорації «Таггарт Трансконтиненталь», описаної в її книзі «Атлант розправив плечі» — Нета Таггарта. У цій же книзі є глава, яка називається «Ланцюг» (алюзія з «Великим ланцюгом» Ендрю Раяна). Опис вестибюля корпорації «Таггарт Трансконтинентал» і пам'ятника Нету Таггарту, що стоїть там, нагадує про погруддя Ендрю Раяна в холі таємного входу в Захоплення. Плакати «Who is Atlas?», розвішані у величезних кількостях на стінах у Захопленні, відсилають до сюжету книги, де персонажі в різних обставинах, звичайно від безвихідності й розпачу, постійно ставлять запитання: «Хто такий Джон Галт?» («Who is John Galt?»). За сюжетом книги Джон Галт був генієм, чиї ідеї у світі «паразитів» виявилися не потрібні, тому він вирішив побудувати «рай на землі для багатих» — творців матеріальних цінностей, удалині від світової цивілізації, яку пожирають «паразити» — люди, які призивають багатих жертвувати своєю справою заради уявного «суспільного блага». Джон Галт є прообразом як Ендрю Раяна, що побудував своє місто-рай з тих же причин, що й Джон Галт, так і антипода Раяна — Атласа, який зовні нагадує мужніх суперменів Айн Ренд і вважається символом звільнення від деспотії. На думку про створення підводного міста авторів швидше за все наштовхнула одна з легенд, розказаних у книзі про Джона Галта про те, що він знайшов Атлантиду, і побачивши «вежі, що променіли на дні океану», більше не захотів вертатися в інший світ.
Згідно із заявами розробників BioShock має щось спільне із грою System Shock 2. На виставці E3 2006, Кен Лівайн розповів про подібність між двома цими іграми. Плазміди в BioShock виконують ту ж функцію, як і «Psionic Abilities» в System Shock 2, гравець має справу з камерами охорони, турелями, і також, як в BioShock може їх зламати. Аудіощоденники в BioShock нагадують логи e-mail повідомлень в System Shock 2. В обох іграх є «примари». В BioShock також можна модифікувати зброю, як і в System Shock 2. Атлас веде гравця, як це робить Доктор Джаніс Політо в System Shock 2. В обох іграх існує можливість по-різному виконувати місії.

### Ігровий рушій
Гра була створена на сильно переробленому рушії Unreal Engine 2.5. Кен Лівайн (Ken Levine на сайті IMDb (англ.)), креативний режисер 2K Games, розповідав у своєму інтерв'ю, що для створення води і всього, що було пов'язано з нею, компанією були спеціально найняті програміст і художник для створення основної теми гри. Гра підтримує DirectX 9 і DirectX 10. BioShock використовує фізику Havok. Сценарій сюжету написала С'юзан О'Коннор (Susan O'Connor на сайті IMDb (англ.)).

### Демоверсія
Демоверсія для Xbox 360 була випущено 12 серпня 2007 року, для ПК — 20 серпня 2007 року. Вона містила в собі перший рівень гри «Ласкаво просимо в Захоплення» (що трохи відрізнявся від рівня в повній версії гри), знайомила гравця із трьома видами зброї (гайковим ключем, револьвером і автоматом), плазмідами «Електророзряд», «Спалювання», камерами й роботами охорони, турелями, які можна було зламати, і мутантами (громилами й стрільцями). Рівень складності «Hard» і збереження гри були заблоковані. Після проходження першого рівня, демонструвався ролик з розширеними можливостями гри: використання інших видів зброї (дробовика, гранатомета, арбалета), плазмидів «Циклон-Пастка», «Спалювання», «Телекінез», також були запропоновані стратегії по боротьбі із супротивниками. У даному ролику деякі види зброї й плазміди ставали доступними гравцеві раніше, ніж це потім було запропоновано в грі. Демоверсія для PS3 була випущено 2 жовтня 2008 року.

### Продовження
Штраус Цельнік (англ. Strauss Zelnick), глава компанії 2K, оголосив на прес-конференції, що, оскільки гра добре продавалась і отримала багато хороших відгуків у пресі, компанія планує зробити продовження й навіть зробити на цю тему ігровий серіал по типу Grand Theft Auto. 11 березня 2008 року 2K офіційно заявила про розробку сиквелу гри. Розробкою буде займатися компанія 2K Marin. У своєму інтерв'ю в серпні 2008 року Кен Лівайн (англ. Ken Levine) повідомив, що 2K Boston не буде брати участі через зайнятість у розробці інших проектів. Було також оголошено, що BioShock 2 вийде одночасно з виходом фільму, створеного за мотивами гри. Першою ластівкою став тизер-трейлер для PS3. Після проходження гри на PS3 в меню з'являється ще один пункт для виклику трейлера BioShock 2.

#### Фільм
Художній фільм за мотивами гри збираються знімати на кіностудії Universal режисер Хуан Карлос Фреснадільо, автори сценарію: Джон Логан і Кен Левін. Фільм Bioshock — новий шанс студії Universal, після невдачі з Halo (фільм так і не побачив світ), повернутися до екранізації відеоігор. Початок зйомок заплановане на зиму 2009 року. За словами розробників, фільм варто чекати не раніше виходу третьої части гри. Орієнтовано прем'єра фільму намічена на 2010 рік. На головну роль Джека, протагоніста із гри, затвердили Вентворта Міллера, який зіграв головного героя в серіалі «Втеча» (англ. Prison break), що виходить на каналі FOX..
Потім компанія Universal зупинила процес підготовки до зйомок фільму за мотивам гри BioShock, режисувати який повинен був Гор Вербінські (Gore Verbinski). Причина виявилась банальною — нестача коштів.
За інформацією Variety, запланований бюджет картини швидко роздувся до 160 млн доларів — у чималому ступені через те, що зйомки повинні були проводитися в Лос-Анджелесі — і навіть така велика компанія, як Universal вирішила, що це занадто.
Зараз творці фільму подумують над тим, щоб вибрати інше місто для створення фільму, і можливо, воно буде перебувати на території Об'єднаного Королівства.

#### Доповнення для Playstation 3
В 2KGames заявили, що 20 листопада спеціально для PlayStation 3 буде випущене доповнення, з трьома «Кімнатами випробувань», що містять елементи нових локацій, об'єктів і артдизайну, що ніколи раніше не використовувалися у грі. Кожна кімната пропонує гравцю використати своє логічне мислення для вирішення задач.
- Короткий опис 3-х кімнат:
  - A Shocking Turn of Events — Маленька Сестричка опинилась у пастці нагорі колеса огляду в одному із таємних міць Захоплення. Гравець, використовуючи тільки інструменти і предмети, які валяються поряд, повинен відновити електропостачання Колеса й врятувати Маленьку Сестричку[13].
  - The I in Team — у розпорядженні гравця потрапляє обмежена кількість предметів і він повинен перемогти Великого Татуся, використовуючи своє логічне мислення, а не вогнепальну зброю.
  - Worlds of Hurt — Захоплення кидає виклик гравцю в найнебезпечнішому місці міста. Гравець повинен пройти через 8 кімнат з Великими Татусями, мутантами і ще небезпечнішими ворогами. Збираючи АДАМ, створюючи арсенал із плазмідів, гентоніків і зброї, гравець повинен впоратись з усіма труднощами і врятувати Маленьку Сестричку.

## Цікаві факти
- Ідеали Ендрю Раяна опираються на популярну в США філософську теорію об'єктивізму Айн Ренд (1905—1982), письменниці єврейського походження із Росії (справжнє ім'я — Аліса Розенбаум), що емігрувала в 1920-х роках в США. Головні ідеї об'єктивізму включають наступні постулати:
  - головна задача людини у житті — добиватися особистого щастя, не жертвуючи собою заради інших і не вимагаючи жертв від оточуючих;
  - вільне підприємництво — основа загального щастя і процвітання;
  - єдина задача держави — забезпечення недоторканості приватної власності й прав індивіда, все інше — узурпація влади;
  - релігія, бог, альтруїзм, колективізм, самопожертва, безмежне служіння, містицизм і інтуїція — люті вороги вільної людини, аморальні перепони на шляху до світлого майбутнього й прогресу.

Ім'я Andrew Ryan є анаграмою її ім'я Ayn Rand → And[rew] Ryan.
- На ідею керування свідомістю за допомогою триггер-фрази «Would you kindly» розробників скоріш за все надихнула фраза, що була кілька разів вимовлена Джеймсом Макреєм (James McCrae, міністр охорони здоров'я США) на слуханні по справі про жертв Проекту MKULTRA — секретної програми ЦРУ, у межах якої вивчалися засоби маніпулювання свідомістю, зокрема сугестивність і створення у людини відчуття залежності.
- Назва міста «Rapture» («Захоплення») перекликається з «теорією про захоплення Церкви до великої скорботи», ідеї якої викладені в Scofield Reference Bible[en] (Біблія з коментарями Сайруса Скоуфілда), яка дуже популярна в США. Коли земля й людство будуть знищені в жахливому вогні Армагедону, що предвіщений в Апокаліпсисі, «врятовані» християни «істинної» церкви, так звані «народженні заново», будуть позбавлені від семи років кривавої бійні й Армагедону, і підняті в небо на божественному кораблі. Це явище в своїх коментарях Скоуфілд назвав «Rapture»[14]. В канонічному тексті Біблії цей термін не зустрічається.
- Ім'я головного героя — Джек. Його ім'я можна бачити у листі на коробці з подарунком від його батьків, коли він летить в літаку. Як син Раяна, він міг носить його прізвище — Джек Раян. Це натяк на головного персонажа романів Тома Кленсі, якого теж звали Джек Раян, і він був агентом ЦРУ. Саме агентом ЦРУ Ендрю Раян вважає Джека, коли той тільки прибуває в місто.
- Назва речовини «АДАМ», можливо також є відсиланням до сюжету повісті італійського фантаста Ліно Альдані «Онірофільм»; у центрі якого погляд зсередини на тоталітарне суспільство, основною ідеологією якого є поклоніння ілюзіям, що замінили людям реальне життя і нормальні відносини. Онірофільми — свого роду симбіоз віртуальної реальності й сновиду, а АДАМ — манекен покритий датчиками і оснащений відеокамерами, є провідником чуттєвих відчуттів і аудіовізуального ряду.

## Саундтрек
Теми звукового оформлення гри були написані композитором Гаррі Шуманом. Для створення атмосфери 50-х років використані хіти відомих виконавців того часу, а також на рівні Форт «Веселий» звучить музика П. І. Чайковського.
Оригінальні теми гри
композитор Гаррі Шуман (Garry Schyman)
1. «Dancers On A String»
2. Головна тема Bioshock («The Ocean On His Shoulders»)
3. «Ласкаво просимо в Захоплення»
4. «Доктор Штейман»
5. «The Docks»
6. «The Dash»
7. «Step Into My Gardens»
8. «Шедевр Коена»
9. «The Engine City»
10. «Empty Houses»
11. «This Is Where They Sleep»
12. «All Spliced Up»

Ліцензована музика
1. The Andrews Sisters — «Bei Mir Bist Du Schon»
2. Ел Бойлі (Al Bowlly[en]) — «Twentieth Century Blues»
3. The Ink Spots — «The Best Things in Life are Free»
4. Боббі Дерін (Bobby Darin) — «Beyond The Sea»
5. Бінг Кросбі (Bing Crosby — «Brother Can You Spare a Dime»
6. Біллі Холідей (Billie Holiday) — «God Bless The Child»
7. Патті Пейдж (Patti Page) — «How Much is that Doggie in the Window»
8. The Ink Spots — «If I Didn't Care»
9. Денні Томас (Danny Thomas[en]) — «It Had to Be You»
10. Розмарі Клуні (Rosemary Clooney) — «It's Bad For Me»
11. Фетс Уеллер (Fats Waller[en]) — «Jitterbug Waltz»
12. Джонні Рей (Johnnie Ray[en]) — «Just Walking In The Rain»
13. Джанго Рейнхардт (Django Reinhardt) — «La Mer»
14. Джанго Рейнхардт (Django Reinhardt) — «Liza»
15. Біллі Холідей (Billie Holiday) — «Night and Day»
16. П. І. Чайковський — «Вальс квітів» із балету «Лускунчик»
17. Маріо Ланца (Mario Lanza) — «Oh Danny Boy»
18. Перрі Комо (Perry Como) — «Papa loves Mambo»
19. Френк Синатра (Frank Sinatra) — «Please Be Kind»
20. Ноел Ковард (Noel Coward) — «The Party's Over»
21. Ноел Ковард (Noel Coward) — «World Weary»
22. Бінг Кросбі (Bing Crosby) — «Wrap Your Troubles In Dreams»
23. Коул Портер (Cole Porter) — «You're the Top»

Видання з нумерованим тиражем (Bioshosk EP)
1. Moby and Oscar the Punk — «Beyond the Sea»
2. Moby and Oscar the Punk — «God Bless the Child»
3. Moby and Oscar the Punk — «Wild Little Sisters»

## Видання

### Колекційне видання
2K Games, виконуючи прохання фанатів гри, зібралася випустити спеціальну колекційну коробку із грою, яка комплектується фігуркою Великого Татуся (15 см), DVD-Video диском, що розповідає про створення гри і CD з саундтреком до гри. Перед тим, як колекційне видання було випущене, CD з саундтреком було замінено на сингл з 3-ма композиціями до гри (Beyond the Sea, God Bless the Child та Wild Little Sisters). Оскільки багато з фігурок Великого Татуся виявились пошкодженими, компанія замінила їх на Art Book з артдизайном до гри.

### Art Book
13 серпня 2007 року 2K Games випустила артбук, в якому був продемонстрований процес створення Світу гри, наведені різні модифікації противників, машин, інтер'єру міста. Ця книга доступна в 2-х форматах — у низькій і високій якості.

## Оцінки й відгуки
| Агрегатор    | Оцінка                                                                         |
| ------------ | ------------------------------------------------------------------------------ |
| GameRankings | Xbox 360: 95 % (76 оглядів) PC: 95 % (35 оглядів) PS3: 94 % (39 оглядів)       |
| Metacritic   | Xbox 360: 96/100 (70 оглядів) PC: 96/100 (38 оглядів) PS3: 94/100 (49 оглядів) |

| Видання                      | Оцінка                      |
| ---------------------------- | --------------------------- |
| 1Up.com                      | A+                          |
| Electronic Gaming Monthly    | 10/10                       |
| Eurogamer                    | 10/10                       |
| Game Informer                | 10/10 (PC, X360) 9/10 (PS3) |
| GameSpot                     | 9/10                        |
| GameTrailers                 | 9.5/10                      |
| IGN                          | 9.7/10                      |
| M! Games                     | Xbox 360: 95/100 PC: 94/100 |
| Official Xbox Magazine (США) | 10/10                       |
| PC Gamer (Велика Британія)   | 95 %                        |
| PC Zone                      | 96 %                        |

За даними сайту Gamerankings.com середня оцінка, поставлена понад 40 виданнями, присвяченими іграм — 9,5 із 10. 10 видань (1UP, Game Industry News, Gameguru Mania, Game Chronicles, VideoGamer, G4 — X-Play, Gamer 2.0, GameSpy, GameTap, GameDaily, Jolt UK) поставили грі максимальну оцінку. 19 видань (GamingExcellence, Netjak, IC-Games, GameAlmighty, IGN, Fragland, PC Zone UK, Cheat Code Central, 2404 — PC Gaming, PC Format UK, Play Magazine, GameShark, GameZone, Gaming Age, Game Revolution, Gametrailers, GamerNode, UGO, PC Gamer) поставили оцінку від 95 до 99 %.

### Нагороди
До виходу гри вона вже була названа «Грою року» різними мережевими сайтами ігор, GameSpot, IGN, GameSpy . GameTrailers назвав трейлер до гри найкращим трейлером року.. BioShock отримав премію, як найкраща гра для Xbox 360 у Лейпцигу на Games Convention.
Після того, як гра була випущена для Xbox360 і ПК Spike TV Awards (північноамериканська кабельна мережа, підрозділ MTV Network) назвав BioShock найкращою грою року, найкращою грою року для Xbox 360, і номінувала гру на 4 нагороди: Найкращий шутер, Кращо графіка, Найкраща гра для ПК, Найкращий саундтрек.. Гра також була названа найкращою грою року британською академією BAFTA. Гра була названа X-Play (ТВ програма про комп'ютерні ігри, що виходить в США, Канаді, Австралії, Ізраїлі) Грою року, а також здобула нагороди за Найкращий оригінальний саундтрек, Найкращий сценарій і Найкращий артдизайн.